# Michaił Anczarow
Michaił Leonidowicz Anczarow (ros. Михаи́л Леони́дович Анча́ров, ur. 28 marca 1923 w Moskwie, zm. 11 lipca 1990 tamże) – rosyjski pisarz, poeta i pieśniarz.

## Życiorys
W czasie pierwszego roku studiów w Instytucie Architektury w 1941 został powołany do armii, w 1944 ukończył Instytut Tłumaczy Wojskowych. Walczył w Mandżurii, za udział w walkach otrzymał Order Czerwonej Gwiazdy i medale. W 1947 został zdemobilizowany, w 1947 ukończył Moskiewski Instytut Sztuk Pięknych. Swoją twórczość poświęcał głównie tematyce ogólnohumanistycznej, umieszczał w niej filozoficzną refleksję. W 1965 opublikował powieść Teoria prawdopodobieństwa (wyd. pol. 1969), w 1979 Bukszpanowy las (wyd. pol. 1984). W 1965 wydał nowelę Złoty deszcz (wyd. pol. 1969). Pisał również scenariusze filmowe. Pochowany na Cmentarzu Dońskim w Moskwie.